# Манаро-Нгору
Манаро-Нгору (англ. и фр. Manaro Voui, бисл. Lombenben / Aoba) — базальтовый щитовой вулкан, находящийся на острове Аоба в республике Вануату.
На его вершине видны две концентрические кальдеры, бо́льшая из которых имеет диаметр 6 км, а в меньшей находится три озера (Нгору, Лаква и Вуи). Одно из них, озеро Вуи, имеет в центре кратер, с 1995 года вызвавший несколько извержений.
Департамент метеорологии и геологических опасностей Вануату поддерживает веб-камеру в реальном времени и сейсмологическую карту.

## Название
В разных источниках и вулкан и остров фигурируют под разными названиями, что связано с использованием названий, данных коренными народами и различными европейскими экспедициями. Так же не исключены перекрёстная путаница в названиях острова, вулкана, кратера и островов внутри кратера.
Аоба — это название вулкана, используемое в Volcano World — всемирной базе данных вулканов, поддерживаемой Орегонским университетом — в их списке из 9 вулканов Вануату. Манаро — это имя, которое они используют для обозначения кратера на вершине, в котором есть несколько жерл и озёр.
Аоба — это также название, используемое Глобальной программой по вулканизму Смитсоновского института в их списке 14 вулканов на Вануату. Манаро-Нгору и озеро Вуи — так называются кратеры на вершине. В отчете 2005 года бюллетень Глобальной сети вулканизма заявил, что Аоба «называется на местном уровне как Манаро или Ломбенбен».
Аоба также используется во Всемирной книге фактов ЦРУ, написанной Центральным разведывательным управлением США.
Аоба — это также имя, использованное в рецензируемой статье 2017 года в журнале Science, ведущий автор которой работает в НАСА и занимает совместную должность в Калифорнийском университете в Лос-Анджелесе.
Ломбенбен — это имя, используемое на карте 2017 года, опубликованной Национальным управлением по борьбе со стихийными бедствиями Вануату.
Ломбенбен также используется ежедневной газетой Vanuatu Daily Post в недавних статьях.
Манаро-Вуи — имя, используемое в различных статьях Reuters, Associated Press и Radio New Zealand в 2017 году.
Манаро — это имя, используемое в Британской энциклопедии в их статье об Аобе.
Манаро — это также название, использованное в статьях Vanuatu Daily Post и The Guardian за 2017 год для вулкана (шлакового конуса) посреди озера на вершине горы Ломбенбен.

## География
Манаро-Нгору — щитовой самый большой вулкан архипелага. Его основание находится на 3000 метров ниже уровня моря, а возвышается над ним на 1496 метров. На его вершине есть две кальдеры, бо́льшая из которых имеет диаметр 6 километров. Меньшее содержит три озера: два крупных — Вуи и Лакуа (или Лаква), и одно небольшое — Нгору. Два главных озера имеют разный цвет: вода Вуи светло-голубая, вода Лакуа темно-синяя. Во время извержения в 2005 году в центре озера Вуи образовался остров.

## Вулканическая активность
Манаро-Нгору из-за его длительных периодов покоя, которые приводят к сильным взрывам, и наличия деревень в нескольких километрах от кратера является одним из самых опасных действующих вулканов в мире; его последнее извержение было зафиксировано в 2017 году. В целях безопасности пришлось эвакуировать до 5000 человек, проживающих вблизи вулкана.
Современная история вулкана включает извержения в 1966, 2005 и 2016 годах. В целом, новая активность может произойти где угодно на Аобе, но с наибольшей вероятностью в рифтовой зоне — длинной области шириной 2 километра, которая проходит по всей длине острова, в том числе через вершину.

### Ранние извержения
Манаро-Нгору извергался примерно в 1530, 1670 и 1870 годах, а затем вошел в длительный период покоя. Пузыри диаметром в несколько метров наблюдались в озере Вуи в 1991 году.

### Извержения 1995 и 2005 годов
В марте 1995 года вулкан внезапно взорвался, выпустив шлейф пара высотой от 2 до 3 километров. Затем население вблизи кратера эвакуируют в менее опасные районы острова.
Во время фреатического извержения в конце 2005 года в центре озера Вуи на месте кратера образовался пирокластический конус диаметром почти 500 метров. Извержение продолжалось в течение всего 2006 года, образуя паровой шлейф высотой в несколько километров, но не вызывая пепловых дождей. В течение нескольких месяцев вода в озере окрашивалась в красный цвет под действием оксидов железа. Незначительная активность наблюдалась в 2010, 2011, 2012 и 2016 годах.

### Извержение сентября 2017 года
| Дата                      | Описане |
| ------------------------- | --- |
| Середина сентября 2017 г. | Новые извержения начались в кратере на вершине под поверхностью озера Вуи, в результате чего Департамент метеорологии и геологических опасностей Вануату (VMGD) повысил уровень опасности до 3.                                                         |
| 22 сентября               | VMGD повысил уровень тревоги до 4 после того, как впервые увидел, как лава прорывается на поверхность озера Вуи, поскольку подводный купол превратился в новый вулканический остров в кратере на вершине.                                               |
| 25 сентября               | Совет министров правительства Вануату объявил чрезвычайное положение на острове Амбаэ в связи с извержением вулкана Манаро Вуи. |
| 28 сентября               | Правительство Вануату приказало полностью эвакуировать 11 000 жителей Аобе. |
| 1 октября                 | VMGD сообщил о возможной стабилизации вулканической активности, но сохранил уровень опасности на уровне 4. |
| 4 октября                 | Почти все (кроме небольшой горстки) 11 500 жителей острова, в результате массовых усилий, в значительной степени инициированных и осуществлённых Ни-Вануату, были эвакуированы на соседние острова. Уровень предупреждения остался на уровне 4 (из 5).  |
| 6 октября                 | VMGD снизил уровень оповещения с 4 до 3. Он сообщил, что «опасная зона» находится в пределах 3 км от жерла озера Вуи, и что в этом районе могут присутствовать летящие камни и вулканические газы.                                                      |
| 7 октября                 | Поток лавы из шлакового конуса вниз по новому острову и в озеро остановился, и измеренная сейсмическая энергия уменьшилась. Позже в тот же день стало известно, что на острове осталось всего 15 жителей Аоба.                                          |
| 10 октября                | Правительство Вануату продлило на две недели чрезвычайное положение, позволив Национальному управлению по борьбе со стихийными бедствиями провести расширенную оценку острова, которая охватит состояние деревень и собственности, включая дома и сады. |

Чтобы «утихомирить огонь озера Вуи», было зарезано очень ценное животное (свинья), а еда, мясо и циновки были сброшены в воды с берегов озера Вуи в качестве подношения Келеву, хранителю озера, во время таможенная церемония на берегу озера около 20 сентября 2017 года, проводимая делегацией вождей Аоба и возглавляемая верховным вождем Северной Аоба Тари Уан из деревни Амбанга.

### Извержение 2018 года
После того, как жителям было разрешено вернуться на остров Аоба, в конце марта 2018 года вулкан снова начал извергаться с сильным пеплопадом на острове, частично достигшим соседних островов Пентекост и Эспириту-Санто; шлейфы дыма поднимались на высоту от 9 до 12 километров. 19 марта был объявлен уровень вулканической опасности 3.
Пеплопады были достаточно сильными, а в сочетании с дождями пепел стал тяжёлым и настолько влажным, что крыши рухнули, и даже ветки деревьев были повалены под тяжестью мокрого пепла. Несколько населённых пунктов разрушены лахарами (оползнями). К апрелю около 750 жителей из 13 000 остались без крова из-за вулканического пепла и оползней, и правительство Вануату объявило об обязательной эвакуации, что встретило сопротивление. В последующие месяцы пеплопад уменьшился, но в июле извержение снова усилилось. Озеро Нгору полностью высохло, а озеро Вуи почти полностью заполнено пирокластическим конусом в его центре, из которого произошло извержение. 16 июля в очередной раз выпал сильный пепел, из-за чего люди использовали зонтики и включали искусственное освещение ближе к вечеру. На следующей неделе все школы на Амбе были закрыты. Правительство объявило чрезвычайное положение и призвало к немедленной эвакуации всех жителей Аоба на остров Маэво. Восточная часть острова менее сильно пострадала от извержения, но почти 1000 человек потеряли свои дома и все средства к существованию. Жители в течение всего 2019 года постепенно возвращались на остров, но по состоянию на февраль 2020 года только 80 % вернулись жить на Аоба.
Извержение 2022 года закончилось в августе и характеризовалось газопаро-пепловыми выбросами и взрывами влажной тефры.

### Извержение 2023 года[52]
Происходило с февраля по май и состояло из нового потока лавы, шлейфов пепла и выбросов диоксида серы. 5 апреля поток лавы вырвался из жерла на север в высохшее озеро Вуи. Истечение лавы продолжалось три дня, к 8 апреля лавовые потоки остыли, а к 23 апрелю большая часть воды вернулась в озеро. Утром 6 апреля шлейф парогазового пепла поднялся на высоту более 5 км над вершиной.
Вулкан проявлял сильную геологическую активность в мае-июле 2024.

## Озёра
На вулкане, недалеко от его вершины, есть три теплых пресноводных кратерных озера: Нгору, Вуи и Лакуа. Один только внутренний кратер Вуи содержал 50 млн м³ воды, но в 2023 — 2024 году в результате вулканической деятельности озеро высохло и частично заполнилось лавой, но в дальнейшем большая часть воды вернулась.

## Вулкан в искусстве и религии
Согласно обычаям коренных народов вождю Виреналиу Паулю Вуху, долина и озера на вершине считаются «священным местом и раем», куда, как они верят, после смерти их духи отправляются жить долго и счастливо.
20 сентября 2017 года во время традиционной церемонии на берегу озера Вуи, проведённой делегацией высокопоставленных хранителей традиций во главе с верховным вождём Северного Амбаэ Тари Оне из деревни Амбанга, было зарезано высоко ценимое животное (свинья), а продукты питания, мясо и циновки были выпущены в воду с берегов озера в качестве подношения Келеву, хранителю озера. Аналогичная церемония в схожих обстоятельствах проводилась и в 2005 году.